# Kwani
Kwani? är ett kenyanskt litterärt magasin och förlag, grundat 2003. Tidskriften har kommit att bli Östafrikas viktigaste för ny litteratur. I redaktionen ingår bland andra Binyavanga Wainaina och Billy Kahora. Tidskriften ägs av en stiftelse, Kwani Trust.